# Glomeris gomerana
Glomeris gomerana är en mångfotingart som beskrevs av Carl Graf Attems 1911. Glomeris gomerana ingår i släktet Glomeris och familjen klotdubbelfotingar. Inga underarter finns listade i Catalogue of Life.